# Fuhse-Auwald bei Uetze (Herrschaft)
Der Fuhse-Auwald bei Uetze (Herrschaft) ist ein Naturschutzgebiet in der niedersächsischen Gemeinde Uetze in der Region Hannover.

## Allgemeines
Das Naturschutzgebiet ist circa 154 Hektar groß. Es ist nahezu deckungsgleich mit dem circa 150 Hektar großen, gleichnamigen FFH-Gebiet. Im Geltungsbereich der Naturschutzverordnung ersetzt es das Landschaftsschutzgebiet „Schilfbruch“. Das Naturschutzgebiet grenzt im Westen und Süden an das Landschaftsschutzgebiet „Schilfbruch“, im Norden und Osten an das Landschaftsschutzgebiet „Ersetal“. Das Gebiet steht seit dem 2. September 2022 unter Naturschutz. Zuständige untere Naturschutzbehörde ist die Region Hannover.

## Beschreibung

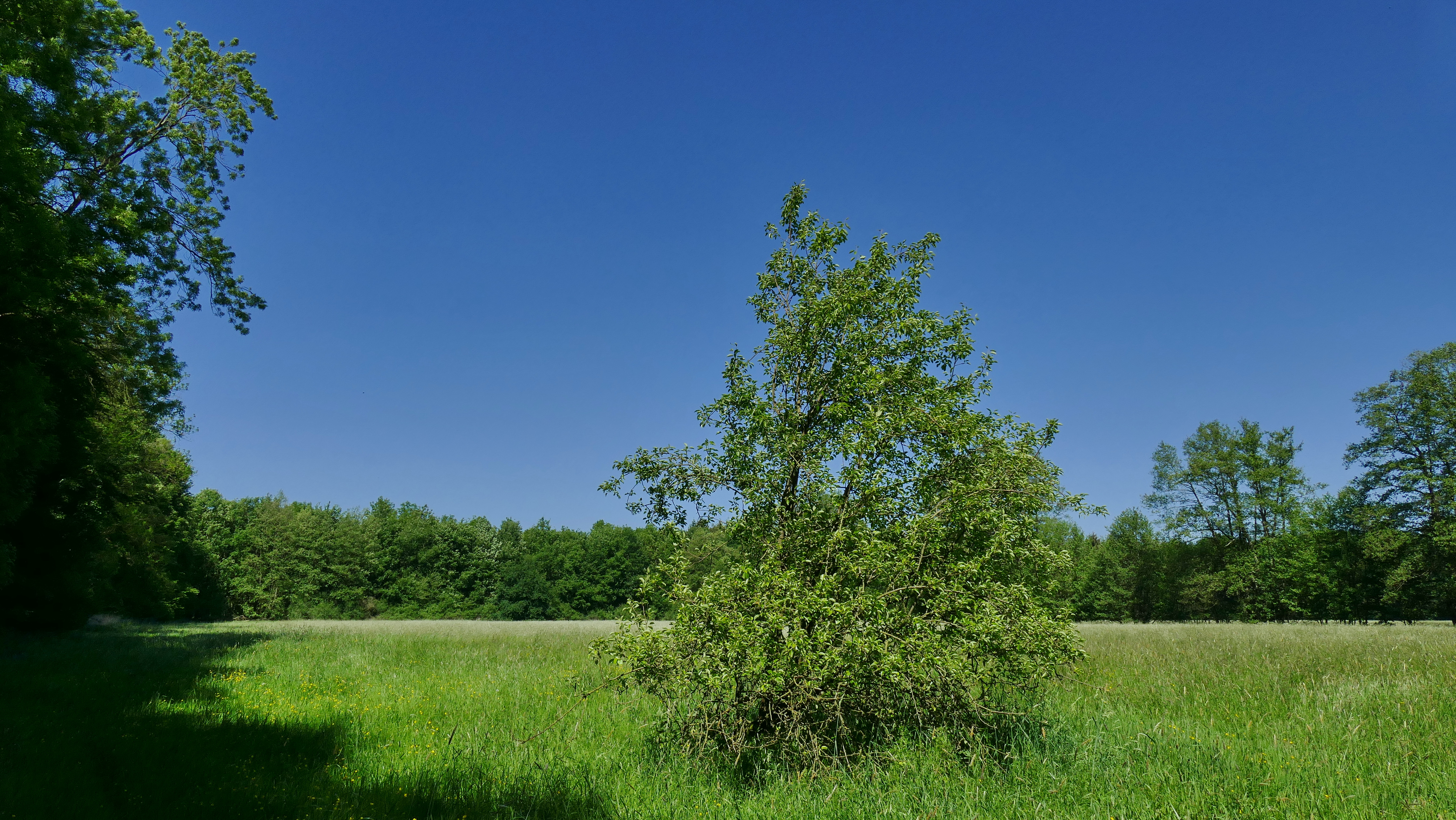
Grünland im Naturschutzgebiet

Das Naturschutzgebiet mit dem Kennzeichen NSG HA 233 liegt nordwestlich von Uetze in der Uetzer Niederung. Es wird von Eichen-Hainbuchenwäldern und Übergängen zu Buchenwäldern geprägt. Kleinflächig stocken Eichenwälder und Auwälder. Im Westen ist eine Grünlandfläche mit einer Streuobstwiese in das Naturschutzgebiet eingebettet. Das Gebiet wird von der hier naturnah verlaufenden Fuhse durchflossen.
Die Eichen-Hainbuchenwälder werden von Stieleiche und Hainbuche gebildet. Stellenweise gesellen sich dazu Esche, Flatterulme und Feldulme. In der Strauchschicht sind Weißdorne und Haselnussstrauch häufig. Die artenreiche Krautschicht wird von großen Vorkommen von Buschwindröschen und anderen Frühjahrsgeophyten sowie unter anderem Sternmiere, Waldsegge, Winkelsegge und Sanikel gebildet. In den Eichenwäldern dominieren Stiel- und Traubeneiche. Dazu gesellt sich beispielsweise die Stechpalme. Die Buchenwälder sind als Waldmeister-Buchenwälder ausgeprägt. Dominierende Baumart ist die Rotbuche. Weiterhin stocken hier Stieleiche, Hainbuche und Esche. In der Krautschicht siedeln beispielsweise Buschwindröschen und Vielblütige Weißwurz. Die kleinflächig entlang der Fuhse ausgebildeten Auwälder werden von Erle, Esche und Flatterulme gebildet. Insbesondere an den Gleitufern der Fuhse sind stellenweise feuchte Hochstaudenfluren mit Mädesüß, Wasserdost und Kohldistel ausgebildet. Die Wälder verfügen über einen hohen Alt- und Totholzanteil.
Das Naturschutzgebiet ist Lebensraum unter anderem für Schwarzspecht, Mittelspecht, Nachtigall, Fransenfledermaus, Große Bartfledermaus, Rauhautfledermaus, Kleiner Abendsegler und Bechsteinfledermaus. Im Bereich der Fuhse sind Fischotter, Eisvogel und die Libellenarten Gebänderte Prachtlibelle, Gemeine Keiljungfer und Grüne Flussjungfer heimisch. In der Fuhse sind unter anderem Groppe und Steinbeißer sowie Malermuschel und Gemeine Teichmuschel heimisch.
Durch das Naturschutzgebiet verlaufen mehrere Wege. Seit Juni 2007 werden etwa 65 Hektar des Waldes als Friedwald genutzt. Das Naturschutzgebiet ist von landwirtschaftlichen Nutzflächen umgeben.